# Avishai Cohen (trompetista)
|  | Aquest article tracta sobre el trompetista Avishai Cohen. Vegeu-ne altres significats a «Avishai Cohen (contrabaixista)». |

Avishai Cohen   (Tel-Aviv, 23 de maig de 1978) és un trompetista i compositor israelià de jazz. Establert a Nova York, Cohen, influenciat per la música folklòrica israeliana, el jazz, la música de fusió i la música clàssica, ha desenvolupat una manera de tocar molt personal d'estètica postbop i jazz contemporani. No s'ha de confondre amb el també músic israelià contrabaixista del mateix nom.

## Biografia
Avishai comença a tocar la trompeta als 8 anys. Prové d'un ambient fortament musical: té dos germans també músics, una germana Anat Cohen i un germà Yuval Cohen (saxo soprano). Als vuit anys Avishai va preguntar la seva mare si podia començar a prendre classes de trompeta. Als deu anys, Avishai va començar a tocar amb la Rimon Big Band, recorda, "Tenia una caixa on em vaig enfilar." Quan era adolescent Avishai va fer una gira amb l'Orquestra Filharmònica d'Israel. Després de dos anys (als 10 anys) fa les seves primeres actuacions en públic tocant com a solista amb big band i amb la Young Israeli Philharmonic Orchestra amb els seus mestres Zubin Mehta, Kurt Masur i Kent Nagano. Actua també durant els seus primers anys amb grups folklòrics i de pop nacional, la qual cosa el farà sortir aviat per televisió i donar-se a conèixer. Amb una formació prou consolidada, Avishai es desplaça fins a Boston per estudiar a la prestigiosa Berklee School of Music, on estudia amb Greg Hopkins, Hal Crook i Phill Wilson. Allà es donà a conèixer i el 1997 quedarà en tercer lloc de la reputada Thelonious Monk Jazz Trumpet Competition, fet que li donarà reconeixement internacional. Laurie Frink ha estat una de les seves grans professores en la tècnica de la trompeta.
En acabar els estudis a Berklee, s'instal·la a Nova York, on començarà a tocar amb músics com el pianista Jason Lindner o el baixista Omer Avital, fertilitzant la zona oest de Nova York, principalment al club Smalls. Grava el seu primer disc com a líder el 2003 amb la discogràfica d'origen català Fresh Sound New Talent amb el nom The Trumpet Player per no crear confusió amb el contrabaixista. Amb una formació de trio (trompeta, contrabaix i bateria) juntament amb John Carver Sullivan i Jeff Ballard, toca un repertori combinant temes originals i composicions d'Ornette Coleman i John Coltrane. Això serà el que després es convertirà en Triveni, el qual es caracteritza per ser un trio sense instrument harmònic. Després d'això ha seguit gravant amb molts altres artistes de jazz com a líder, colíder i compositor. Els seus germans han seguit formant part de la seva trajectòria musical compartint escenari i gravacions, especialment per formar el projecte The 3 Cohens amb els tres germans com a líders. Un dels altres projectes dels quals ha format part és el grup SF Jazz Collective, on tocà durant 6 anys juntament amb Mark Turner, Miguel Zenon, Stefon Harris, Eric Harland... D'altres projectes on ha participat han estat Lemon Juice Quartet, Third World Love, Tea for 3. Una de les seves màximes influències ha estat el gran trompetista Miles Davis.

## Discografia

### Com a líder
- The Trumpet Player (Fresh Sound, 2003)
- After the Big Rain (Anzic Records, 2007)
- Flood (Anzic Records, 2008)
- Seven (Anzic Records, 2008)
- Introducing Triveni (Anzic Records, 2010)
- Triveni II (Anzic Records, 2012)
- Avishai Cohen's Triveni, Dark Nights (Anzic Records, 2014)
- Into the Silence (ECM Records, 2016) (debut amb ECM)

### Third World Love
- Songs and Portraits (Anzic Records, 2012)
- Sketch of Tel Aviv (Self+Small's Records, 2006)
- Avanim (Self, 2004)
- New Blues (Anzic Records, 2003)
- Third World Love Songs (Fresh Sound World Jazz, 2002)

### 3 Cohens
- Family (Anzic Records, 2011)
- Braid (Anzic Records, 2007)
- One (Self, 2003)

### Amb Omer Avital
- New Song (Motema Music, 2014)
- Suite of the East (Anzic Records, 2012)
- Live at Smalls (SmallsLIVE, 2011)
- Free Forever (Smalls Records, 2011)
- Arrival (Fresh Sound World Jazz, 2007)
- The Ancient Art of Giving (Smalls Records, 2006)
- Marlon Browden Project (Fresh Sound World Jazz, 2003)

### Altres grups
- SF Jazz Collective Live 2010:7th Annual Concert Tour (SFJAZZ, 2010)
- Anat Cohen Noir (Anzic Records, 2006)
- Anat Cohen Place & Time (Anzic Records, 2005)
- Yuval Cohen Freedom (Anzic Records, 2006)
- The Jason Lindner Big Band Live at the Jazz Gallery (Anzic, 2007)
- Waverly 7 Yo! Bobby (Anzic Records, 2007)
- Keren Ann Keren Ann (Emi France, 2007)
- Keren Ann Nolita (Metro Blue/Blue Note, 2005)
- Yosvany Terry Metamorphosis (EWE+Kindred Rhythm, 2006)
- Gregory Tardy Monuments (SteepleChase Music (KODA)/SteepleChase Jazz Music (BMI), 2011)